# Municipio de Valka
El municipio de Valkas (en Letón: Valkas novads) es uno de los 36 municipios de Letonia, que abarca una pequeña porción del territorio de dicho país báltico. Fue creado durante el año 2009 después de una reorganización territorial. La ciudad capital es la ciudad de Valka.

## Ciudades y zonas rurales
1. Ērģemes pagasts (zona rural)
2. Kārķu pagasts (zona rural)
3. Valka (ciudad)
4. Valkas pagasts (zona rural)
5. Vijciema pagasts (zona rural)
6. Zvārtavas pagasts (zona rural)

## Población y territorio
Su población se encuentra compuesta por un total de 8 049 personas (2017). La superficie de este municipio abarca una extensión de territorio de unos 910,3 kilómetros cuadrados. La densidad poblacional es de 11,73 habitantes por cada kilómetro cuadrado.

## Etnias
| Etnias en Valka   | Etnias en Valka   | Etnias en Valka | Etnias en Valka | Etnias en Valka |
| ----------------- | ----------------- | --------------- | --------------- | --------------- |
| Etnias            | Etnias            |                 | Porcentaje      | Porcentaje      |
| Letones (7147)    | Letones (7147)    |                 | 76.8 %          | 76.8 %          |
| Rusos (1392)      | Rusos (1392)      |                 | 15.0 %          | 15.0 %          |
| Bielorrusos (211) | Bielorrusos (211) |                 | 2.3 %           | 2.3 %           |
| Ucranianos (203)  | Ucranianos (203)  |                 | 2.2 %           | 2.2 %           |
| Estonios (94)     | Estonios (94)     |                 | 1.0 %           | 1.0 %           |
| Otros(263)        | Otros(263)        |                 | 2.8 %           | 2.8 %           |